# محلچه
محلچه روستایی از توابع بخش مرکزی شهرستان اوز در استان فارس ایران است.

## محدوده
از شمال روستای فیشور، از جنوب کوه، از مغرب شهر خنج  از مشرق شهر اوزمحدود می‌گردد.

## جمعیت
جمعیت روستای محلچه در حدود ۴۵۰ نفر است که اهل سنت و پیرو مکتب شافعی هستند. مردم محلچه به لهجه لارستانی صحبت می‌کنند.

## چهارطاقی محلچه
چهار طاقی محلچه" یکی از آثار ارزشمند تاریخی روستای محلچه و مربوط به دوران قبل از اسلام است. این اثر تاریخی که به چهارطاقی محلچه یا آتشکده محل شاه ویا چهارطاقی ساسو (ساسان) نیز نامیده می‌شود در کنار جاده اوز - شیراز در۳۵ کیلومتری غرب شهر اوز در روستای محلچه (مابین محلچه و دوراهی فیشور) واقع است. مصالح به کار رفته در ساخت این بنای تاریخی و با ارزش سنگ، گچ و ساروج است.چهارطاقی محلچه با آتشکده‌های کاریان جویم لارستان و کاریان فیروزآباد در ارتباط بوده‌است. گویا مراسم خاص توسط موبدان همه ساله در آتشکده‌های یزد، کاریان جویم لارستان، فیروزآباد و چهارطاقی محلچه برگزار می‌شده‌است. وجود آتشکده‌های آذرفرنیغ کاریان، جویم لارستان، فیروزآباد و محلچه نشان از وجود یک شاهراه ارتباطی اقتصادی و تجاری بین این ۳ منطقه دارد. چهارطاقی محلچه در فهرست آثار ملی ایران به ثبت رسیده است. امروزه یک ستون این چهارطاقی فروریخته و پایه‌های سایر ستون‌ها تعمیر و مرمت شده‌است ولی گذشت زمان این بنای تاریخی را فرسوده ساخته و نیاز به مراقبت و مرمت بیشتری دارد.